# Liste zerstörter Denkmale in Eisenach
Die nachstehenden Listen zerstörter Denkmale in Eisenach beinhalten:
1. Abgegangene Gebäude in der Stadt Eisenach in Thüringen, die nach § 2 Abs. 1 ThDSchG von 1992 als Einzeldenkmale in der Liste der Kulturdenkmale in Eisenach eingetragen waren und
2. weitere nicht mehr vorhandene stadtgeschichtlich bedeutsame Gebäude.

## Nach 1992 beseitigte Kulturdenkmale
| Bild | Name                                                 | Lage                  | Erbaut          | Zerstört | Bemerkungen, Einzelnachweise |
| ---- | ---------------------------------------------------- | --------------------- | --------------- | -------- | ---------------------------- |
|      | Arbeiterhäuser                                       | Kasseler Straße 24–42 | 1874            | 1999     | [ 1 ]                        |
|      | Chausseewärterhaus                                   | Kasseler Str. 14      |                 | 2004     | [ 2 ]                        |
|      | Villa Denzin                                         | Kurstraße 3           | 1873            | 2010     | [ 3 ]                        |
|      | Villa Loisset                                        | Mariental 11          | 1866            | 2014     | [ 4 ]                        |
|      | Wohnhaus                                             | Johannisplatz 8       | vor dem 19. Jh. | 2015     | [ 5 ]                        |
|      | Wohnhaus                                             | Johannisplatz 14      | vor dem 19. Jh. | 2014     | [ 6 ]                        |
|      | Villa Fleischhauer                                   | Fischweide 1          | 1877            | 2015     | [ 7 ]                        |
|      | Gasthaus Phantasie                                   | Mariental             | 1850            | 2018     | [ 8 ] [ 9 ]                  |
|      | Marstall und Nebengebäude des Jagdschloss Hohe Sonne | Hohe Sonne            | 18./19. Jh.     | 2021     | [ 10 ]                       |
|      | Nebengebäude des Unteren Schlosses                   | OT Stedtfeld          | 18. Jh.         | 2022     | [ 11 ]                       |
|      | Jagdschloss Hohe Sonne                               | Hohe Sonne            | 1899            | 2025     | [ 12 ]                       |

## Weitere nicht mehr vorhandene Gebäude (Auswahl)
| Bild | Name                           | Lage                  | Erbaut          | Zerstört        | Bemerkungen, Einzelnachweise                                                |
| ---- | ------------------------------ | --------------------- | --------------- | --------------- | --------------------------------------------------------------------------- |
|      | Eisenacher Dom                 | Frauenplan            | 13. Jahrhundert | 17. Jahrhundert |                                                                             |
|      | Residenzschloss                | Esplanade             | 16. Jahrhundert | 18. Jahrhundert | Teile erhalten                                                              |
|      | Wasserburg Klemme              | heutiger Theaterplatz | 11. Jahrhundert | 1870er Jahre    |                                                                             |
|      | Ratswaage                      | Markt 2               | 1508            | 1945            | südlicher Teil des Rathauses, zerstört durch Luftangriff am 9. Februar 1945 |
|      | Bismarckturm                   | Wartenberg            | 1902            | 1963            |                                                                             |
|      | Hotel Tannhäuser               | Karlsplatz 2–4        | 1905            | 1989            |                                                                             |
|      | Städtische Kaserne             | Hospitalstraße        | 1870            | 2011            | [ 13 ]                                                                      |
|      | Hotel „Großherzog von Sachsen“ | Bahnhofstraße 38      | um 1850         | 2016            | [ 14 ]                                                                      |